# Etalonaje digital
El etalonaje es un procedimiento de laboratorio en el que se hacen modificaciones o correcciones de luz y color a una película después de su montaje y antes de la copia definitiva. Mediante procesos fotoquímicos se consigue igualar el color, la luminosidad y el contraste de los diferentes planos que forman las secuencias de una película analógica. 
Con la llegada del vídeo digital y el cine digital, el concepto de etalonaje ha pasado también a utilizarse en el medio digital para definir el proceso de posproducción de manipulación de la imagen con fines expresivos o estéticos acordes a la narrativa de la obra. El etalonaje digital se realiza con ordenadores por medio de programas informáticos capaces de interpretar, reproducir y modificar los colores eficazmente.

## Importancia de la calidad del original
La calidad del original otorga mayor flexibilidad en la manipulación del color, por lo que, si el original es de mala calidad o ha sufrido mucha perdida en la información de color, su corrección y manipulación se hace muy difícil. Este aspecto es importante, ya que el color es fundamental a la hora de conseguir ambientes concretos cuya atmósfera refuerce las intenciones narrativas de una película. No se trata únicamente de un factor estético: la luz y el color se manifiestan como un potente elemento expresivo, capaces de estimular percepciones subjetivas y emociones.

## Digital intermediate (DI)
Con la introducción en 1993 del Cineon Digital Intermediate de Kodak en los procesos digitales de producción audiovisual, que incluía un escáner y filmadora digitales de película, una estación de trabajo digital y un software, se creó el concepto de intermediario digital («digital intermediate» en inglés), referido a la aplicación de técnicas de manipulación de la imagen en el cine analógico, a partir de la digitalización del celuloide original.
En la actualidad este término engloba de forma genérica el método de trabajo del etalonaje digital, ya sea de cine o de vídeo, que afecta a la parte final de la postproducción.

## El proceso del etalonaje (flujo de trabajo)

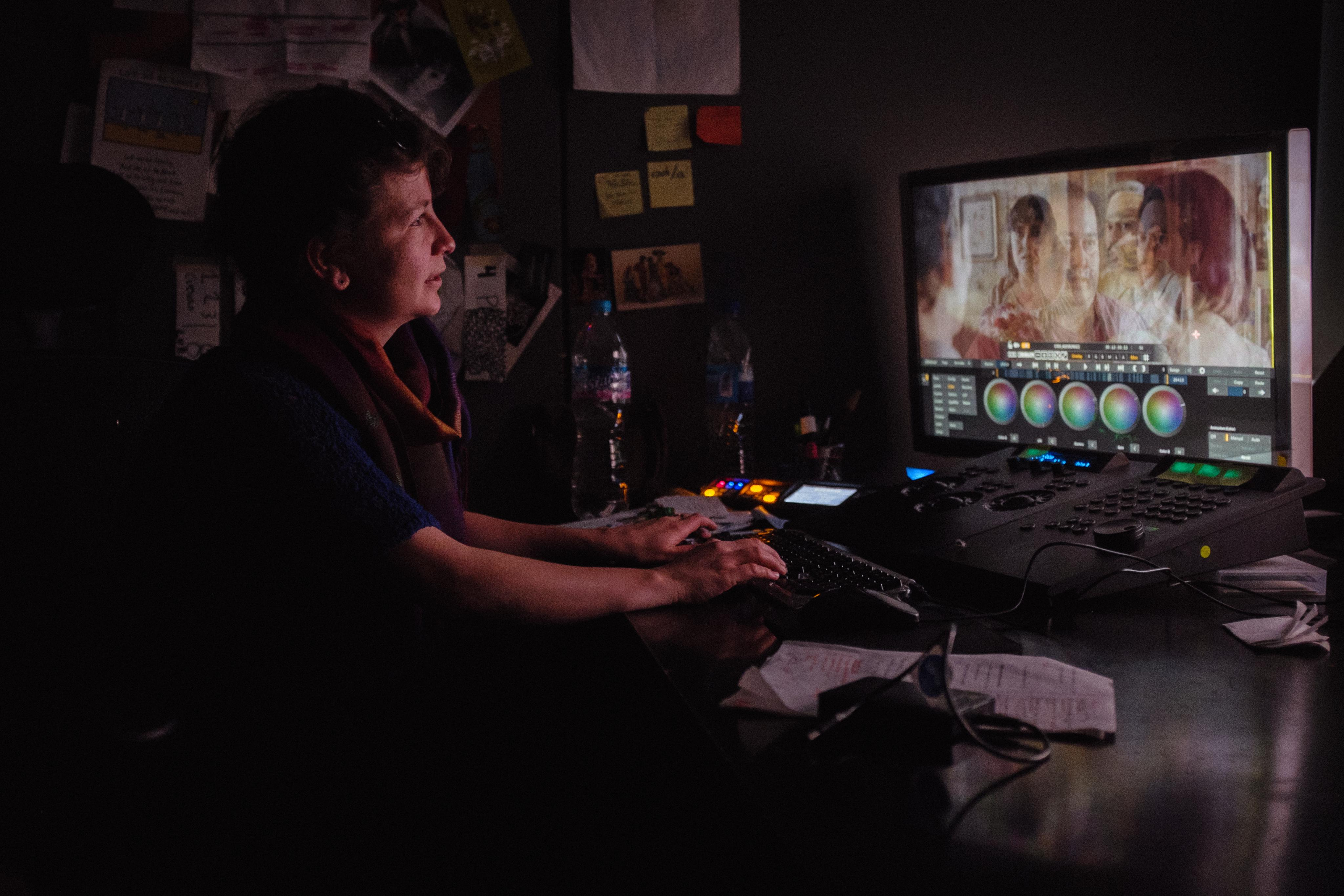
Etalonaje digital con Scratch.

El proceso para la realización del etalonaje digital pasa básicamente por tres pasos:

### Correcciones primarias
En esta primera fase del proceso se realizan ajustes básicos como, la luminosidad, el ajuste de contraste y la corrección de dominantes cromáticas de los planos.
Se trata de normalizar la imagen con parámetros de luz, color y contraste a niveles correctos.

### Correcciones Secundarias
En este paso, se efectúan correcciones más específicas y precisas sólo en partes concretas de la imagen, como dominantes de color o errores de iluminación. Las herramientas más utilizadas en este paso son las máscaras, herramientas de selección de colores y los “trackers”.

### Estilo visual
Por último, una vez realizadas todas las correcciones necesarias en los pasos anteriores, se pasa a darle a cada secuencia el aspecto o estilo visual particular deseado de acuerdo con las exigencias narrativas de cada secuencia.

## Herramientas de análisis
Las herramientas de trabajo en la corrección de color nos ayudan a manipular los parámetros de color, contraste y luminosidad de las imágenes , y tenemos que estar familiarizados con su funcionamiento, ya que son los únicos elementos que van a proporcionar una información objetiva de las características de color de las tomas. 
Básicamente contamos con herramientas de dos tipos, por un lado están las que nos permiten ver objetivamente la información de luminosidad, color y contraste (Parades, Vectorscopio, histogramas) y por otro lado aquellas herramientas que nos permiten manipular esa información de color de las imágenes (Ruedas de color, curvas de niveles).

### Ruedas de color

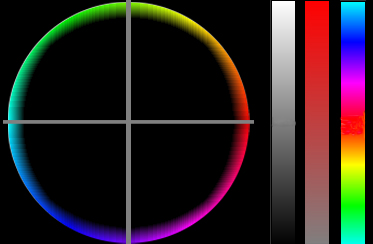
Rueda de color

Las ruedas de color se utilizan para corregir o dar dominantes a las imágenes, suelen tener controles de color, saturación y luminosidad. Normalmente hay una rueda de color para las sombras, otra para los medios tonos y otra para las luces.

### Curvas de niveles

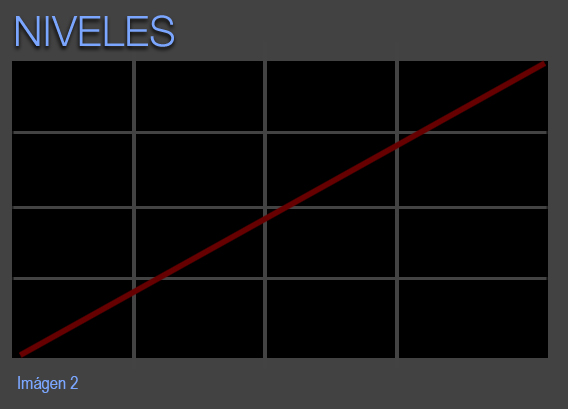
Curva de niveles

Las curvas de niveles permiten ajustes más finos de la luminosidad y contraste de la imagen, normalmente se dispone de una curva por cada color primario y otra curva para la luminosidad general de todos los colores de la imagen.

### Parade o curvas de luminosidad
Los parades nos muestran la información en porcentaje de la luminosidad de las imágenes, de forma que el 0% es el negro y el 100% es el blanco. Se pueden visualizar parades de luminosidad general o bien de la luminosidad de cada uno de los colores primarios (Rojo, Verde, Azul).

### Vectorscopio
El vectorscopio nos da información de los colores que aparecen en la imagen y de su saturación mediante vectores que leen la información de color de la señal de vídeo de la imagen, de forma que el ángulo nos informa de qué color es y de su longitud de saturación.

### LUT
Al realizar un etalonaje se pueden crear unos archivos que posibiliten su uso posterior en otros trabajos. 
Estos archivos llamados LUT (Look Up Table) toman una referencia del valor real de un color y lo
comparan con el modificado en el etalonaje, asociándolos. De este modo, aplicando el archivo LUT en una imagen sin etalonar, esta se modificará según los valores almacenados. Este tipo de formato permite crear bancos de 
archivos con estilos personalizados o temáticos.

## Programas para el etalonaje digital
Hasta no hace mucho tiempo el etalonaje digital estaba reservado a plataformas especializadas y a sistemas de tratamiento de color muy avanzados. Actualmente la corrección de color esta prácticamente al alcance de cualquiera, y casi todos los programas de edición de video cuentan con herramientas necesarias para realizar estos ajustes.
Podemos distinguir, no obstante, dos tipos de programas o software, según estén destinados al uso en ordenadores personales, especialmente para realizar correcciones en formatos HDTV, o a su utilización en plataformas específicas destinadas al cine digital 2K, 4K y 3D:

### HDTV:
- DaVinci Resolve
- «Color» integrado en Final Cut Studio de Apple
- Adobe Premiere Pro
- VEGAS Pro
- Grass Valley Edius
- Avid Adrenaline HD
- Blender

### Cine Digital:
- Quantel
- Lustre
- Base Light
- Iridas
- Assimilate Scratch